# Abakuá
 (janvier 2022).
Abakua ou Abakuá est une fraternité masculine afro-cubaine à rites initiatiques, c'est-à-dire une société secrète, liée aux associations de la région de la Cross River, au sud-est du Nigeria et au sud-ouest du Cameroun. Également appelés Ekpe, Ngbe, ou Ugbe dans les groupes plurilingues de la région, ces groupes fermés ont tous pour emblème le léopard, preuve de prouesse virile au combat et d'autorité politique dans leurs communautés. Le terme de ñáñigo est aussi utilisé pour les membres de ces organisations.

## Origines
Le terme du créole cubain Abakuá semble provenir de la zone Abakpa dans le sud-est du Nigeria, où la société secrète est active. Les premières sociétés semblables sont créées à Regla et La Havane, en 1836, zone qui reste celle des principales implantations Abakuá, notamment le district de Guanabacoa à l'est de La Havane, et à Matanzas. Lorsque Abakuá finit par admettre des membres Européens, cela provoqua de nombreuses oppositions au sein de la société.
Le système de croyances et de rites Abakuá dérive de ceux des Igbos, des Efik, Efut, et des Ibibios ; les esprits sont censés vivre dans la forêt. Ekpe et ses synonymes sont autant de noms de divinités forestières et de sociétés secrètes.

## Concept
La société secrète est basée sur un recrutement « au mérite » et une construction de genre masculine voire machiste.

## Membres et loyauté
Les membres de ces sociétés sont appelés ñáñigos, terme qui sert autrement à désigner des danseurs de rue. Les ñáñigos, aussi appelés diablitos, sont bien connus de la population cubaine pour leur participation au carnaval le jour des trois rois, où ils dansent dans les rues en portant leur tenue de cérémonie : une robe en damier multicolore, avec un chapeau conique orné de glands. Au départ, les Abaku acceptaient uniquement des noirs ; à partir de la fin du XIXe siècle, les règlements d'admission sont libéralisées et autorisent l'admission de mulâtres et de blancs.
Les serments de loyauté aux objets sacrés de la société Abakuá, à ses membres et les connaissances acquises au cours des rites secrets créent un pacte à vie et une relation de type familial entre les membres. Mais les devoirs d'un membre Abakuá envers ses frères rituels dépassent parfois les engagements d'amitié ; on entend souvent l'expression, « l'Amitié est une chose et l'Abakuá une autre ». Un des serments faits durant l'initiation est celui de ne jamais révéler les secrets aux non-membres, ce qui a rendu ces sociétés hermétiques pendant plus de 160 ans.

## Traitement artistique
L'histoire de la secte a été abordée par les créations collographiques de Belkis Ayón.